# Districte de Tambara
El districte de Tambara és un districte de Moçambic, situat a la província de Manica. Té una superfície de 4.316 kilòmetres quadrats. En 2007 comptava amb una població de 42.581 habitants. Limita al nord amb els districtes de Mutarara i Moatize de la província de Tete, al nord-oest i oest amb el districte de Guro, al sud amb el districte de Macossa i a l'est amb el districte de Chemba de la província de Sofala.

## Divisió administrativa
El districte està dividit en tres postos administrativos (Buzua, Nhacafula e Nhacolo), compostos per les següents localitats:
- Posto Administrativo de Buzua:
  - Marmanau
- Posto Administrativo de Nhacafula:
  - Nhacafula
- Posto Administrativo de Nhacolo:
  - Mafunda
  - Nhacolo
  - Sabeta